# فهرست دریافت‌کنندگان ایرانی لژیون دونور
لژیون دونور (به فرانسوی: Ordre national de la Légion d'honneur) بالاترین نشان افتخار کشور فرانسه است.

## دریافت‌کنندگان ایرانی نشان صلیب بزرگ
- علی امینی (سیاستمدار، نخست‌وزیر اسبق)[۱]

این نشان به رده ها و مقام های زیر تقسیم می شود
سه رده:
شوالیه (Chevalier)
افسر (Officier)
فرمانده (Commandeur)
دو مقام:
افسر بزرگ (Grand Officier)
صلیب بزرگ (Grand Croix)

## دریافت‌کنندگان ایرانی نشان افسر
اسامی ایرانیانی که تاکنون این نشان را دریافت کرده‌اند (به ترتیب الفبا):
- امیر نظام گروسی (ادیب، نویسنده، خوشنویس، سیاستمدار، وزیر فوائد عامه، دیپلمات و وزیر مختار (سفیر) در انگلستان، اتریش، عثمانی و فرانسه در دوره قاجار بود)[۲]
- ناصر دارابی‌ها (استاد دانشگاه اکول سانترال پاریس)[۳]
- علی‌اکبر سیاسی (رئیس اسبق دانشگاه تهران و چند بار وزیر در دوران پهلوی)[۳]
- محمود حسابی (بنیانگذار فیزیک و مهندسی نوین در ایران)[نیازمند منبع]
- محسن مقدم (استاد ممتاز گروه باستان‌شناسی دانشگاه تهران)[نیازمند منبع]
- مهندس علیقلی بیانی دبیر کل حزب ایران

## دریافت‌کنندگان ایرانی نشان شوالیه
اسامی برخی از ایرانیانی که تاکنون این نشان را دریافت کرده‌اند (به ترتیب الفبا):
- احسان نراقی (جامعه‌شناس و نویسنده)[۴]
- احمدشاه قاجار (آخرین پادشاه سلسله قاجار)[۵]
- امیرعباس هویدا (پس از اعدام در سال ۱۳۵۸)، نخست‌وزیر دوران پهلوی
- ایران تیمورتاش (وابسته فرهنگی و مطبوعاتی سفارت ایران در فرانسه و دختر وزیر دربار رضا شاه)[۵]
- بهرام آریانا (نظامی-ارتشبد نیروی زمینی شاهنشاهی - رئیس ستاد بزرگ‌ارتشتاران)
- ژاله آموزگار (پژوهشگر و عضو وابسته فرهنگستان زبان و ادب فارسی)
- سلما کویومجیان (ریاست کتابخانه موزه ملی ایران)
- شهلا شفیق (جامعه‌شناس و نویسنده مقیم فرانسه)[۶]
- شیرین عبادی (فعال حقوق بشر)[۷][۸]
- غلامحسین امیرخانی خوشنویس
- کامبیز بهنیا (استاد مهندسی عمران)[۹]
- محسن رئیس (دیپلمات و وزیر امور خارجه اسبق)
- محمد قریب (بنیانگذار دانش نوین پزشکی کودکان و از نخستین متخصصان طب اطفال در ایران)
- محمدعلی صفی‌اصفیا
- محمود حسابی (بنیانگذار فیزیک و مهندسی نوین در ایران)[۵]
- نازک افشار (فعال فرهنگی)[۱۰]